# Balcombe
Balcombe – wieś w Anglii, w hrabstwie West Sussex, w dystrykcie Mid Sussex. Leży 52 km na północny wschód od miasta Chichester i 50 km na południe od Londynu. W 2001 miejscowość liczyła 1765 mieszkańców.